# Cabera exanthemata
Cabère pustulée
Espèce
Cabera exanthemata, la Cabère pustulée, est une espèce de lépidoptères (papillons) de la famille des Geometridae, de la sous-famille des Ennominae.
On la trouve dans les régions paléarctiques et au Proche-Orient. Ses ailes sont blanches, avec de minuscules points jaunes rapprochés, et ont une envergure de 30 à 35 millimètres. C'est une espèce nocturne, attirée par la lumière.
Sa larve, de couleur verte avec des anneaux jaune et noir et des points violet, se nourrit sur les bouleaux, les peupliers et les saules. Elle passe l'hiver sous forme de pupe.